# Dihydroéthidium
Le dihydroéthidium est un composé organique de formule brute C21H21N3 qui consiste en un noyau phénanthridine dihydrogénée, N-éthylée, 6-phénylée et substituée en 3,8 par des fonctions amines. C'est un marqueur fluorescent utilisé dans la quantification des dérivés réactifs de l'oxygène, principalement en cytométrie en flux.